# Ozero Zheltauskoye
Ozero Zheltauskoye är en saltsjö i Kazakstan. Den ligger i den norra delen av landet, 240 km nordväst om huvudstaden Astana. Arean är 5,0 kvadratkilometer.